# بند ماهی‌بازان شوشتر
بند ماهی‌بازان یا بند خداآفرین، یک بند طبیعی در مسیر رودخانه گرگر است که احتمالاً درزمان حفر رودخانه آن را پیش بینی کرده‌اند (رودخانه گرگر ساخته دست مهندسین ایران باستان است). این بند از یک رشته سنگ یکپارچه تشکیل شده و در وسط آن سه دیوار ساخته شده از مصالح وجود دارد که مجرای گذر آب است.
پیشینه ساخت این پل همانند دیگر بناهای آبی تاریخی شوشتر، به دورهٔ ساسانیان باز می‌گردد این بند به همراه 15 اثر تاریخی دیگر شوشتر در نشست سالانه کمیته میراث جهانی یونسکو در ۲۶ ژوئن ۲۰۰۹ (۵ تیرماه ۱۳۸۸) در شهر سویل اسپانیا، با احراز معیارهای ۱، ۲ و ۵ با عنوان نظام آبی تاریخی شوشتر به عنوان دهمین اثر ایران در فهرست میراث جهانی یونسکو با شماره ۱۳۱۵ به ثبت رسیده است.